# Secretaria de Estado de Infraestrutura e Logística de Mato Grosso do Sul
| Secretaria de Infraestrutura                                                                             |                                |
| Avenida Desembargador José Nunes da Cunha, s/n - Parque dos Poderes, bloco 14 Campo Grande, MS Seilog-MS |                                |
| Criação                                                                                                  | 1 de janeiro de 1979 (46 anos) |
| Atual secretário                                                                                         | Hélio Peluffo Filho            |

A Secretaria de Estado de Infraestrutura e Logística de Mato Grosso do Sul (Seilog) é o órgão estadual que executa e fiscaliza obras públicas, além de supervisionar as atividades nas áreas de transportes e energia. É uma das 12 secretarias que integram o Governo de Mato Grosso do Sul.

## História
Foi criada em 1º de janeiro de 1979, quando o estado foi oficialmente instalado, sob a denominação de Secretaria de Estado de Infra-Estrutura Regional e Urbana. Em 1981, recebeu a denominação de Secretaria de Estado de Obras Públicas. Já em 1996, passou a ser designada como Secretaria de Estado de Obras Públicas, Habitação e Desenvolvimento Urbano.
Em 1999, ganhou a denominação de Secretaria de Estado de Habitação e Infra-Estrutura. No ano seguinte, passa a se chamar Secretaria de Estado de Infra-Estrutura e Habitação. Em 2007, é denominada como Secretaria de Estado de Obras Públicas e Transportes. Em 2015, adota a designação de Secretaria de Estado de Infraestrutura. Em março de 2017, a Secretaria de Estado da Habitação foi fundida com a Seinfra e assumiu suas atribuições.
Já em 2023, passa a ser intitulada Secretaria de Estado de Infraestrutura e Logística

## Atribuições
Cabe à Seilog o desenvolvimento das políticas públicas de infraestrutura, transportes e energia; o controle e a fiscalização da implantação e manutenção da infraestrutura regional e urbana; o acompanhamento da política de gerenciamento de todas as modalidades de transporte; a execução de planos estaduais e federais de exploração e fornecimento de energia; e a manutenção do saneamento básico, especialmente quanto ao abastecimento de água e esgotamento sanitário.

## Lista de secretários
| Nº | Nome                           | Início do mandato       | Fim do mandato          | Governador                 | Notas e referências         | Órgão                                                                      |
| 1  | Carlos Garcia Voges            | 1º de janeiro de 1979   | 12 de junho de 1979     | Harry Amorim Costa         | [ 3 ] [ 13 ] [ 14 ] [ 15 ]  | Secretaria de Estado de Infra-Estrutura Regional e Urbana                  |
| 1  | Carlos Garcia Voges            | 13 de junho de 1979     | 30 de junho de 1979     | Londres Machado (interino) | [ 3 ] [ 13 ] [ 14 ] [ 15 ]  | Secretaria de Estado de Infra-Estrutura Regional e Urbana                  |
| 2  | Olavo Vilella de Andrade       | 30 de junho de 1979     | 28 de outubro de 1980   | Marcelo Miranda            | [ 16 ]                      | Secretaria de Estado de Infra-Estrutura Regional e Urbana                  |
| 2  | Olavo Vilella de Andrade       | 28 de outubro de 1980   | 6 de novembro de 1980   | Londres Machado (interino) | [ 16 ]                      | Secretaria de Estado de Infra-Estrutura Regional e Urbana                  |
| 3  | Paulo Américo dos Reis         | 7 de novembro de 1980   | 14 de março de 1983     | Pedro Pedrossian           | [ 17 ]                      | Secretaria de Estado de Infra-Estrutura Regional e Urbana                  |
| 4  | Olavo Vilella de Andrade       | 15 de março de 1983     | 14 de maio de 1986      | Wilson Barbosa Martins     | [ 18 ]                      | Secretaria de Estado de Obras Públicas                                     |
| 4  | Olavo Vilella de Andrade       | 14 de maio de 1986      | 14 de março de 1987     | Ramez Tebet                | [ 18 ]                      | Secretaria de Estado de Obras Públicas                                     |
| 4  | Olavo Vilella de Andrade       | 15 de março de 1987     | 23 de novembro de 1988  | Marcelo Miranda            | [ 19 ]                      | Secretaria de Estado de Obras Públicas                                     |
| 5  | Djalma Ferreira de Rezende     | 23 de janeiro de 1989   | 14 de março de 1991     | Marcelo Miranda            | [ 20 ]                      | Secretaria de Estado de Obras Públicas                                     |
| 6  | Heráclito de Figueiredo        | 15 de março de 1991     | 27 de maio de 1992      | Pedro Pedrossian           | [ 21 ] [ 22 ]               | Secretaria de Estado de Obras Públicas                                     |
| 7  | Renato Katayama                | 27 de maio de 1992      | 31 de dezembro de 1994  | Pedro Pedrossian           | [ 23 ] [ 24 ]               | Secretaria de Estado de Obras Públicas                                     |
| 8  | Ricardo Bacha                  | 1º de janeiro de 1995   | 7 de fevereiro de 1996  | Wilson Barbosa Martins     | [ 25 ]                      | Secretaria de Estado de Obras Públicas                                     |
| 9  | Evandro Faustino Dias          | 7 de fevereiro de 1996  | 12 de fevereiro de 1998 | Wilson Barbosa Martins     | [ 26 ] [ 27 ]               | Secretaria de Estado de Obras Públicas, Habitação e Desenvolvimento Urbano |
| 10 | Carlos Alberto Said Menezes    | 12 de fevereiro de 1998 | 31 de dezembro de 1998  | Wilson Barbosa Martins     | [ 28 ] [ 29 ]               | Secretaria de Estado de Obras Públicas, Habitação e Desenvolvimento Urbano |
| 11 | Pedro Teruel                   | 1º de janeiro de 1999   | 19 de outubro de 2000   | Zeca do PT                 | [ 30 ] [ 31 ]               | Secretaria de Estado de Habitação e Infra-Estrutura                        |
| 12 | Vander Loubet                  | 19 de outubro de 2000   | 24 de outubro de 2001   | Zeca do PT                 | [ 32 ] [ 33 ] [ 34 ]        | Secretaria de Estado de Infra-Estrutura e Habitação                        |
| 13 | Delcídio do Amaral             | 24 de outubro de 2001   | 4 de abril de 2002      | Zeca do PT                 | [ 35 ] [ 36 ]               | Secretaria de Estado de Infra-Estrutura e Habitação                        |
| 14 | Maurício Gomes de Arruda       | 4 de abril de 2002      | 3 de dezembro de 2003   | Zeca do PT                 | [ 37 ] [ 38 ]               | Secretaria de Estado de Infra-Estrutura e Habitação                        |
| 15 | Carlos Augusto Longo Pereira   | 3 de dezembro de 2003   | 30 de julho de 2004     | Zeca do PT                 | [ 39 ] [ 40 ]               | Secretaria de Estado de Infra-Estrutura e Habitação                        |
| 16 | Paulo Duarte                   | 30 de julho de 2004     | 2 de dezembro de 2005   | Zeca do PT                 | [ 41 ] [ 42 ]               | Secretaria de Estado de Infra-Estrutura e Habitação                        |
| 17 | Carlos Augusto Longo Pereira   | 2 de dezembro de 2005   | 31 de dezembro de 2006  | Zeca do PT                 | [ 43 ] [ 44 ]               | Secretaria de Estado de Infra-Estrutura e Habitação                        |
| 18 | Edson Giroto                   | 1º de janeiro de 2007   | 1º de abril de 2010     | André Puccinelli           | [ 45 ] [ 46 ]               | Secretaria de Estado de Obras Públicas e Transportes                       |
| 19 | Wilson Cabral Tavares          | 1º de abril de 2010     | 3 de abril de 2013      | André Puccinelli           | [ 47 ] [ 48 ] [ 49 ]        | Secretaria de Estado de Obras Públicas e Transportes                       |
| 20 | Edson Giroto                   | 3 de abril de 2013      | 19 de dezembro de 2014  | André Puccinelli           | [ 50 ] [ 51 ]               | Secretaria de Estado de Obras Públicas e Transportes                       |
| 21 | Wilson Cabral Tavares          | 19 de dezembro de 2014  | 31 de dezembro de 2014  | André Puccinelli           | [ 52 ]                      | Secretaria de Estado de Obras Públicas e Transportes                       |
| 22 | Marcelo Miglioli               | 1º de janeiro de 2015   | 13 de outubro de 2016   | Reinaldo Azambuja          | [ 53 ] [ 54 ]               | Secretaria de Estado de Infraestrutura                                     |
| 23 | Helianey Paulo da Silva        | 13 de outubro de 2016   | 31 de outubro de 2016   | Reinaldo Azambuja          | [ 55 ] [ 56 ]               | Secretaria de Estado de Infraestrutura                                     |
| 24 | Marcelo Miglioli               | 31 de outubro de 2016   | 5 de abril de 2018      | Reinaldo Azambuja          | [ 57 ] [ 58 ]               | Secretaria de Estado de Infraestrutura                                     |
| 25 | Helianey Paulo da Silva        | 5 de abril de 2018      | 31 de dezembro de 2018  | Reinaldo Azambuja          | [ 59 ] [ 60 ]               | Secretaria de Estado de Infraestrutura                                     |
| 26 | Murilo Zauith                  | 1º de janeiro de 2019   | 10 de janeiro de 2021   | Reinaldo Azambuja          | [ 61 ] [ 62 ] [ 63 ] [ 64 ] | Secretaria de Estado de Infraestrutura                                     |
| —  | Luís Roberto Martins de Araújo | 10 de janeiro de 2021   | 22 de fevereiro de 2021 | Reinaldo Azambuja          | [ 63 ] [ 65 ]               | Secretaria de Estado de Infraestrutura                                     |
| 27 | Eduardo Riedel                 | 22 de fevereiro de 2021 | 31 de março de 2022     | Reinaldo Azambuja          | [ 66 ] [ 67 ] [ 68 ]        | Secretaria de Estado de Infraestrutura                                     |
| 28 | Renato Marcílio                | 1º de abril de 2022     | 31 de dezembro de 2022  | Reinaldo Azambuja          | [ 69 ] [ 70 ]               | Secretaria de Estado de Infraestrutura                                     |
| 29 | Hélio Peluffo Filho            | 1º de janeiro de 2023   | Atualidade              | Eduardo Riedel             | [ 71 ] [ 72 ] [ 73 ]        | Secretaria de Estado de Infraestrutura e Logística                         |